# 6. konjeniški polk (ZDA)
Za druge 6. polke glejte 6. polk.
6. konjeniški polk (izvirno angleško 6th Cavalry Regiment) je eden izmed konjeniških polkov Kopenske vojske ZDA.